# Rio Haryanto
Rio Haryanto (Surakarta, 22 de janeiro de 1993) é um piloto automobilístico indonésio.

## Carreira

### Inicio
Haryanto começou a sua carreira desde aos seis anos de idade, quando ganhou seu primeiro kart.
Suas vitórias em corridas na chuva o fizeram ser considerado especialista neste tipo de corrida.
Em fins de 2010, aos 17 anos de idade, Haryanto se tornou o primeiro indonésio a pilotar um carro de Fórmula 1 após fazer um teste com o carro da equipe Virgin. Pilotou no circuito de Abu Dhabi.

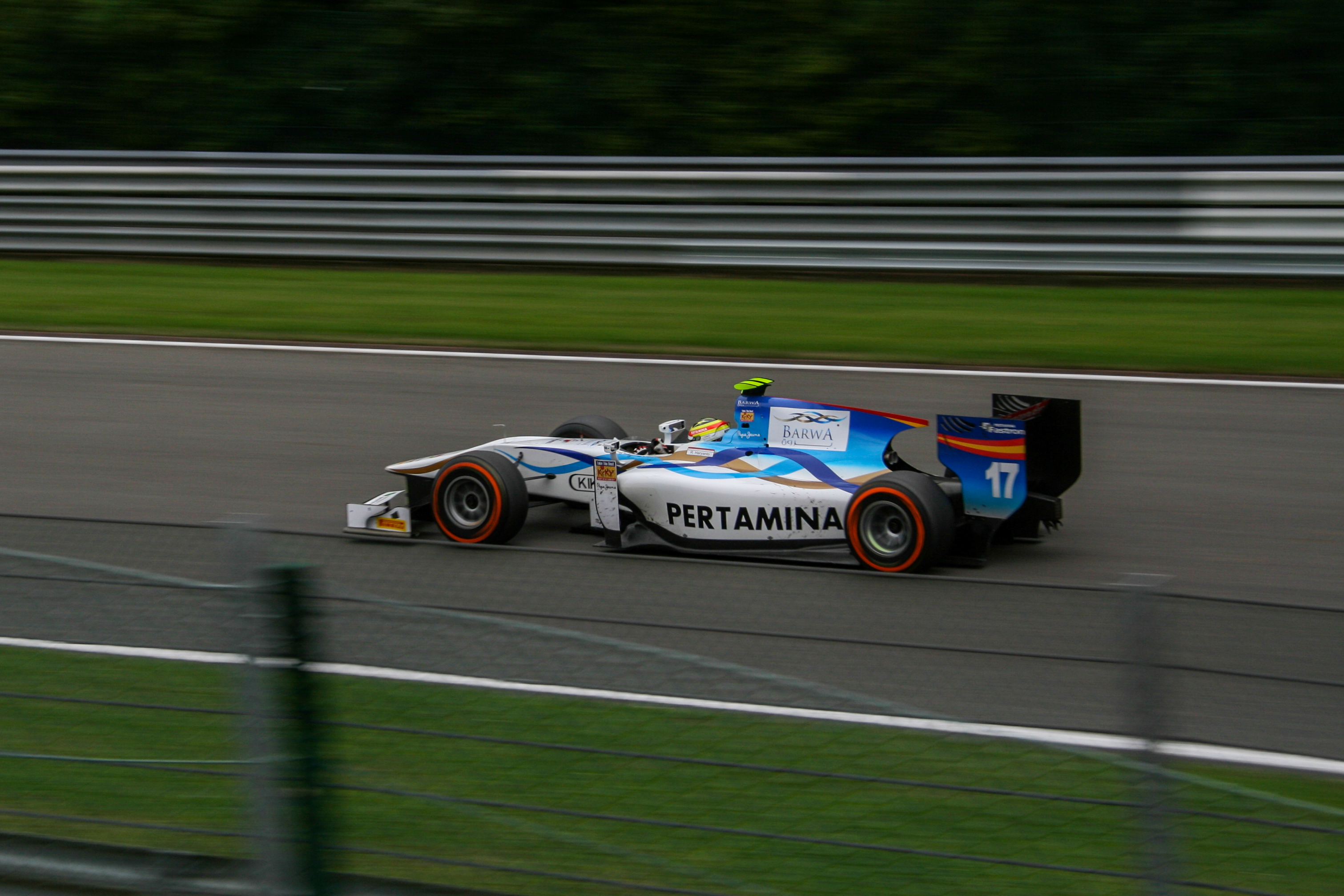
Haryanto pilotando na Bélgica pela GP2 em 2013.

## Formula 1

### 2016

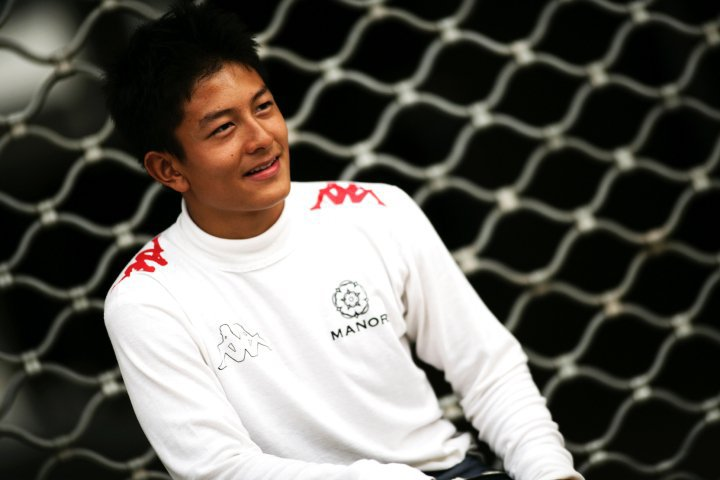
Haryanto como piloto da Manor em 2016.

Em 2016, Haryanto foi anunciado oficialmente como novo piloto da equipe Manor e será companheiro do piloto alemão, Pascal Wehrlein.
A MRT anunciou no dia 10 de agosto de 2016 que encerrou o contrato de Haryanto por falta de pagamento e contratou, Esteban Ocon para formar dupla com Pascal Wehrlein.

## Resultados nas corridas da F1
Legenda: (Corridas em negrito indicam pole position); (Corridas em itálico indicam volta mais rápida)
| Temporada | Equipe       | Chassis | Motor    | 1       | 2      | 3      | 4       | 5      | 6      | 7      | 8      | 9      | 10      | 11     | 12     | 13    | 14    | 15    | 16    | 17    | 18    | 19    | 20    | 21    | Class. | Pontos |
| --------- | ------------ | ------- | -------- | ------- | ------ | ------ | ------- | ------ | ------ | ------ | ------ | ------ | ------- | ------ | ------ | ----- | ----- | ----- | ----- | ----- | ----- | ----- | ----- | ----- | ------ | ------ |
| 2016      | Manor Racing | MRT05   | Mercedes | AUS Ret | BHR 17 | CHN 21 | RUS Ret | ESP 17 | MON 15 | CAN 19 | EUR 18 | AUT 16 | GBR Ret | HUN 21 | ALE 20 | BEL — | ITA — | SIN — | MAL — | JAP — | EUA — | MEX — | BRA — | EAU — | 24º    | 0      |